# Алунішу (Ілфов)
Алунішу (рум. Alunișu) — село у повіті Ілфов в Румунії. Адміністративно підпорядковане місту Мегуреле.
Село розташоване на відстані 11 км на південь від Бухареста.

## Населення
За даними перепису населення 2002 року у селі проживали 1306 осіб.
Національний склад населення села:
| Національність | Кількість осіб | Відсоток |
| -------------- | -------------- | -------- |
| румуни         | 1231           | 94,3%    |
| цигани         | 75             | 5,7%     |

Рідною мовою назвали:
| Мова      | Кількість осіб | Відсоток |
| --------- | -------------- | -------- |
| румунська | 1232           | 94,3%    |
| циганська | 74             | 5,7%     |